# Harpolithobius oltenicus
Harpolithobius oltenicus är en mångfotingart som beskrevs av Negrea 1962. Harpolithobius oltenicus ingår i släktet Harpolithobius och familjen stenkrypare.
Artens utbredningsområde är Rumänien. Inga underarter finns listade i Catalogue of Life.